# Article 68 de la Constitution de la Cinquième République française
Pour un article plus général, voir Statut juridictionnel du président de la République française.
Article 67 Article 68-1
L'article 68 de la Constitution française définit les conditions de destitution du président de la République et les modalités de la procédure devant la Haute Cour.

## Texte

### Article actuel
« Le Président de la République ne peut être destitué qu'en cas de manquement à ses devoirs manifestement incompatible avec l'exercice de son mandat. La destitution est prononcée par le Parlement constitué en Haute Cour.

La proposition de réunion de la Haute Cour adoptée par une des assemblées du Parlement est aussitôt transmise à l'autre qui se prononce dans les quinze jours.
La Haute Cour est présidée par le président de l'Assemblée nationale. Elle statue dans un délai d'un mois, à bulletins secrets, sur la destitution. Sa décision est d'effet immédiat.
Les décisions prises en application du présent article le sont à la majorité des deux tiers des membres composant l'assemblée concernée ou la Haute Cour. Toute délégation de vote est interdite. Seuls sont recensés les votes favorables à la proposition de réunion de la Haute Cour ou à la destitution.

Une loi organique fixe les conditions d'application du présent article. »
— Article 68 de la Constitution
La loi organique prévue dans cet article a été discutée au Parlement à partir de 2010 et promulguée le 24 novembre 2014.

### Article d'origine
« Le Président de la République n'est responsable des actes accomplis dans l'exercice de ses fonctions qu'en cas de haute trahison. Il ne peut être mis en accusation que par les deux assemblées statuant par un vote identique au scrutin public et à la majorité absolue des membres les composant ; il est jugé par la Haute Cour de justice.

Les membres du gouvernement sont pénalement responsables des actes accomplis dans l'exercice de leurs fonctions et qualifiés crimes ou délits au moment où ils ont été commis. La procédure définie ci-dessus leur est applicable ainsi qu'à leurs complices dans le cas de complot contre la sûreté de l'État. Dans les cas prévus au présent alinéa, la Haute Cour est liée par la définition des crimes et délits ainsi que par la détermination des peines telles qu'elles résultent des lois pénales en vigueur au moment où les faits ont été commis. »
Source : version de 1958 sur Legifrance.

## Contenu
L'article 68, tout comme l'article 67, est profondément remanié lors de la révision constitutionnelle du 23 février 2007.
L'article original mentionne le concept de haute trahison, issu du droit constitutionnel de la Troisième République. Le concept n'est pas défini, faisant dire à Jean Gicquel que « est haute trahison ce que la Haute Cour qualifie de haute trahison ». Ce terme est remplacé par un autre, se voulant moins imprécis et plus large, de « manquement à ses devoirs manifestement incompatible avec l'exercice de ses fonctions ».

## Application
Le caractère temporaire de l’inviolabilité du président de la République est illustré par plusieurs affaires concernant Jacques Chirac ou Nicolas Sarkozy, une fois leur mandat terminé.
Entre 2014 et 2024, les parlementaires ont déposé trois propositions de résolution visant à réunir le Parlement en Haute Cour, une pour destituer François Hollande puis deux identiques pour destituer Emmanuel Macron,.